# 青いリンゴ
「青いリンゴ」（あおいリンゴ）は、1971年8月に日本グラモフォンからリリースされた野口五郎の2枚目のシングルである。

## 概要
野口のデビュー曲「博多みれん」は演歌であったが売れず、本曲でアイドル路線に転向した。野口のキャッチフレーズも「青い木の芽の、はだざわり」に変更された。
本曲は自身初のオリコン週間チャート入りを果たし、20万枚近いセールスを記録した。

## 収録曲
- 全曲作詞：橋本淳／作曲：筒美京平／編曲：高田弘

1. 青いリンゴ
2. 君のためぼくのため

## 「青いリンゴ」のカバー
- 郷ひろみ（1975年、アルバム『ひろみの旅』収録）